# Marca Leyenda
El Marca Leyenda es un galardón que otorga el diario Marca a los mejores profesionales de la historia del deporte. Desde su creación en 1997 más de 80 personas relacionadas con el mundo del deporte han recibido este merecimiento.

## Palmarés
| Fecha      | Ganador                     | Disciplina                     |
| ---------- | --------------------------- | ------------------------------ |
| 24-01-2024 | Sandra Sanchez              | Karate                         |
| 27-07-2023 | Sergio Scariolo             | Baloncesto                     |
| 29-05-2023 | Karim Benzema               | Fútbol                         |
| 10-06-2022 | Pierluigi Collina           | Fútbol                         |
| 18-05-2022 | Luka Modrić                 | Fútbol                         |
| 30-12-2021 | Simone Biles                | Gimnasia artística             |
| 18-12-2020 | Russell Coutts              | Vela                           |
| 29-01-2020 | Mike Powell                 | Atletismo                      |
| 29-07-2019 | Cristiano Ronaldo           | Fútbol                         |
| 07-03-2019 | Javier Fernández López      | Patinaje artístico sobre hielo |
| 16-01-2019 | Sergio García               | Golf                           |
| 14-12-2018 | Juan Carlos Navarro         | Baloncesto                     |
| 08-11-2018 | Bob Beamon                  | Atletismo                      |
| 04-04-2018 | Hugo Sánchez                | Fútbol                         |
| 11-12-2017 | Marc Márquez                | Motociclismo                   |
| 14-12-2016 | Luis Suárez                 | Fútbol                         |
| 13-09-2016 | Ruth Beitia                 | Atletismo                      |
| 01-05-2016 | Novak Djokovic              | Tenis                          |
| 02-12-2015 | Xavi Hernández              | Fútbol                         |
| 27-11-2015 | José María Olazábal         | Golf                           |
| 07-10-2015 | Teresa Perales              | Natación                       |
| 05-05-2015 | David Cal                   | Piragüismo                     |
| 02-10-2014 | Kilian Jornet               | Esquí                          |
| 24-09-2014 | Javier Gómez Noya           | Triatlón                       |
| 11-04-2014 | Jose Ángel Iribar           | Fútbol                         |
| 11-02-2014 | Marcelino                   | Fútbol                         |
| 29-09-2012 | Kelly Slater                | Surf                           |
| 27-09-2012 | Luis Arconada               | Fútbol                         |
| 15-06-2012 | Quini                       | Fútbol                         |
| 02-06-2012 | Fernando Torres             | Fútbol                         |
| 14-03-2012 | Franz Beckenbauer           | Fútbol                         |
| 10-11-2011 | Fernando Hierro             | Fútbol                         |
| 08-08-2011 | Andrés Iniesta              | Fútbol                         |
| 14-04-2011 | Fabio Capello               | Fútbol                         |
| 01-04-2011 | Ronaldo                     | Fútbol                         |
| 18-01-2011 | Vicente del Bosque          | Fútbol                         |
| 18-01-2011 | Ángel María Villar          | Fútbol                         |
| 16-12-2010 | David Stern                 | Baloncesto                     |
| 27-11-2010 | Fernando Alonso             | Automovilismo                  |
| 02-11-2010 | Jorge Lorenzo               | Motociclismo                   |
| 02-06-2010 | Kareem Abdul-Jabbar         | Baloncesto                     |
| 28-05-2010 | Edurne Pasabán              | Alpinismo                      |
| 18-03-2010 | Muhammad Ali                | Boxeo                          |
| 16-11-2009 | Paolo Maldini               | Fútbol                         |
| 19-10-2009 | Kaká                        | Fútbol                         |
| 27-09-2009 | Luca Cordero di Montezemolo | Automovilismo                  |
| 31-08-2009 | Usain Bolt                  | Atletismo                      |
| 30-06-2009 | Federico Martín Bahamontes  | Ciclismo                       |
| 29-04-2009 | Lionel Messi                | Fútbol                         |
| 03-03-2009 | Raúl González               | Fútbol                         |
| 15-12-2008 | Rafael Nadal                | Tenis                          |
| 15-12-2008 | Juan Carlos I               | Vela                           |
| 24-10-2008 | Valentino Rossi             | Motociclismo                   |
| 20-08-2008 | Michael Phelps              | Natación                       |
| 01-07-2008 | Luis Aragonés               | Fútbol                         |
| 30-01-2008 | Zinedine Zidane             | Fútbol                         |
| 05-12-2007 | Paco Gento                  | Fútbol                         |
| 18-10-2007 | Roger Federer               | Tenis                          |
| 25-09-2006 | Pau Gasol                   | Baloncesto                     |
| 07-07-2005 | John McEnroe                | Tenis                          |
| 06-03-2005 | Serguéi Bubka               | Atletismo                      |
| 28-01-2005 | Haile Gebrselassie          | Atletismo                      |
| 25-11-2004 | Manolo Santana              | Tenis                          |
| 18-10-2004 | André Agassi                | Tenis                          |
| 04-03-2004 | Lance Armstrong             | Ciclismo                       |
| 22-05-2002 | Daijiro Kato                | Motociclismo                   |
| 02-04-2002 | Mark Spitz                  | Natación                       |
| 06-01-2002 | Magic Johnson               | Baloncesto                     |
| 04-06-2001 | Juanito Oiarzabal           | Alpinismo                      |
| 01-03-2001 | Michael Schumacher          | Automovilismo                  |
| 26-07-2000 | Eddy Merckx                 | Ciclismo                       |
| 07-05-2000 | Niki Lauda                  | Automovilismo                  |
| 26-12-1999 | Carl Lewis                  | Atletismo                      |
| 11-11-1999 | Ángel Nieto                 | Motociclismo                   |
| 05-10-1999 | Alfredo Di Stéfano          | Fútbol                         |
| 01-10-1999 | Diego Armando Maradona      | Fútbol                         |
| 21-09-1999 | Juan Antonio Samaranch      | Olimpismo                      |
| 21-06-1999 | Johan Cruyff                | Fútbol                         |
| 11-01-1999 | Severiano Ballesteros       | Golf                           |
| 27-11-1998 | Pete Sampras                | Tenis                          |
| 20-07-1998 | Arantxa Sánchez Vicario     | Tenis                          |
| 17-06-1998 | Alberto Tomba               | Esquí                          |
| 28-03-1998 | Carlos Sainz                | Automovilismo                  |
| 23-03-1998 | Nadia Comaneci              | Gimnasia artística             |
| 22-01-1998 | Manel Estiarte              | Waterpolo                      |
| 18-12-1997 | Gary Kasparov               | Ajedrez                        |
| 11-12-1997 | Miguel Induráin             | Ciclismo                       |
| 27-11-1997 | Michael Doohan              | Motociclismo                   |
| 15-11-1997 | Pelé                        | Fútbol                         |
| 16-10-1997 | Michael Jordan              | Baloncesto                     |

| Disciplinas                    | Premios |
| ------------------------------ | ------- |
| Fútbol                         | 30      |
| Tenis                          | 8       |
| Atletismo                      | 7       |
| Baloncesto                     | 6       |
| Motociclismo                   | 6       |
| Automovilismo                  | 5       |
| Ciclismo                       | 3       |
| Natación                       | 3       |
| Golf                           | 3       |
| Alpinismo                      | 2       |
| Esquí                          | 2       |
| Gimnasia artística             | 2       |
| Vela                           | 2       |
| Ajedrez                        | 1       |
| Patinaje artístico sobre hielo | 1       |
| Boxeo                          | 1       |
| Piragüismo                     | 1       |
| Surf                           | 1       |
| Triatlón                       | 1       |
| Waterpolo                      | 1       |
| Olimpismo                      | 1       |
| Total                          | 87      |

| País           | Premios |
| -------------- | ------- |
| España         | 41      |
| Estados Unidos | 15      |
| Italia         | 6       |
| Brasil         | 3       |
| Argentina      | 2       |
| Alemania       | 2       |
| Francia        |         |
| Australia      | 1       |
| Austria        | 1       |
| Bélgica        | 1       |
| Etiopía        | 1       |
| Jamaica        | 1       |
| Países Bajos   | 1       |
| Portugal       | 1       |
| Rumania        | 1       |
| Rusia          | 1       |
| Suiza          | 1       |
| Serbia         | 1       |
| Japón          | 1       |
| Ucrania        | 1       |
| México         | 1       |
| Nueva Zelanda  | 1       |
| Croacia        | 1       |
| Total          | 87      |